# Alexandr Michajlovič Zajcev
Alexandr Michajlovič Zajcev, rusky Алекса́ндр Миха́йлович За́йцев; (20. červnajul./ 2. července 1841greg. – 1. září 1910), byl ruský chemik z Kazaně. Pracoval s organickými sloučeninami. Objevil tzv. Zajcevovo pravidlo, které predikuje složení produktů eliminačních reakcí.

## Výzkumná práce
Zajcev se ve své výzkumné práci soustředil primárně na oblast organozinkové chemie a na syntézu alkoholů. První z takových reakcí ohlásil Butlerov v roce 1863, kdy připravil tert-butylalkohol z dimethylzinku a fosgenu. Zajcev a jeho studenti Jegor Jegorovič Vagner (1849 – 1903) a Sergej Nikolajevič Reformatskij (1860 – 1934) rozšířili tuto reakci na obecnou syntézu alkoholů pomocí alkylzinkových jodidů. Tato syntéza byla nejlepší metodou výroby alkoholů do příchodu Grignardovy reakce v roce 1901. Práce Reformatského, který používal sloučeniny zinku z alfa-bromesterů, vedla k objevu syntetické reakce (Reformatského reakce), která se používá dodnes. Zajcevovo pravidlo bylo ohlášeno v roce 1875, tedy těsně poté, co se Zajcevův konkurent Markovnikov (který učinil predikci přesně opačnou – viz Markovnikovovo pravidlo) stal profesorem na moskevské univerzitě. Zajcev získal nejednu poctu: byl zvolen členem korespondentem Ruské akademie věd, čestným členem Kyjevské univerzity a po dvě funkční období předsedal Ruské fyzikální a chemické společnosti.

## Galerie

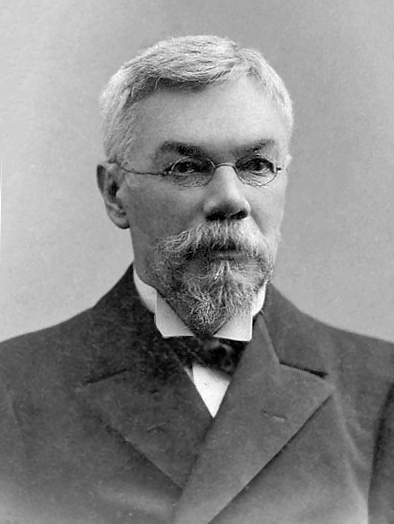
Alexandr Zajcev